# Перелік пам'яток історії Рожищенського району
У Рожищенському районі Волинської області станом на 2008 р. нараховується 47 пам'яток історії.
| №№ п/п | Охорон ний номер | Місцезнаходження пам’ятника, його адреса | Найменування пам’ятника                       | Датування  | Автор                                  | Дата спорудження | Дата і № рішення облвиконкому (адміністрації), постанови Кабінету Міністрів України про взяття пам’ятника під охорону | На чиєму утриманні знаходиться |
| ------ | ---------------- | ---------------------------------------- | --------------------------------------------- | ---------- | -------------------------------------- | ---------------- | --- | ------------------------------ |
| 1.     | 242              | м. Рожище, над дорогою в с.Кременець     | Дільниця братських могил радянських воїнів    | 1944       | Львівська кераміко-скульптурна фабрика | 1946             | 360-р від 04.08.69р.                                                                                                  | Виконкому Рожищенської м./р    |
| 2.     | 237              | м .Рожище                                | Пам’ятник землякам                            | 1941- 1945 |                                        | 1963             | 360-р від 04.08.69р.                                                                                                  | Виконкому Рожищенської м./р    |
| 3.     | 786              | м. Рожище                                | Пам’ятник Коте Шилакадзе                      | 1941       | Савчук М.О., Мамчук М.К., Федчук Л.І.  | 1975             | 267-р від 25.08.86р.                                                                                                  | Виконкому Рожищенської м./р    |
| 4.     | 787              | смт.Рожище                               | Пам’ятник О.Степанюку, члену окружкому КПЗУ   | 1933       |                                        |                  | 267-р від 25.08.86р.                                                                                                  | Виконкому Рожищенської м./р    |
| 5.     | 927              | смт.Рожище                               | Могила розстріляних євреїв                    | 1943       |                                        | 1991             | 265-р від 24.12.91р.                                                                                                  | Виконкому Рожищенської м./р    |
| 6.     | 280              | с.Березолуки                             | Пам’ятник землякам                            | 1941-1945  | Львівська кераміко-скульптурна фабрика | 1970             | 176-р від 10.05.73р.                                                                                                  | Виконкому Березолуківської с/р |
| 7.     | 481              | с.Береськ                                | Пам’ятник землякам                            | 1941-1945  | Львівська кераміко-скульптурна фабрика | 1975             | 457-р від 16.10.78р.                                                                                                  | Виконкому Береської с/р        |
| 8.     | 281              | с.Вітоніж                                | Пам’ятник землякам                            | 1941-1945  | Пилев О.П.                             | 1971             | 176-р від 10.05.73р.                                                                                                  | Виконкому Ясенівської с/р      |
| 9.     | 788              | с.Вічині                                 | Пам’ятник землякам                            | 1941-1945  |                                        | 1985             | 267-р від 25.08.86р.                                                                                                  | Виконкому Доросинівської с/р   |
| 10.    | 926              | с.Городині                               | Могила братська радянських воїнів             | 1944       |                                        |                  | 265- р від 24.12.91р.                                                                                                 | Виконкому Городинівської с/р   |
| 11.    | 238              | с.Доросині                               | Пам’ятник землякам                            | 1941-1945  | Львівська кераміко-скульптурна фабрика | 1965             | 360-р від 04.08.69р.                                                                                                  | Виконкому Доросинівської с/р   |
| 12.    | 225              | с.Залісці                                | Пам’ятник землякам                            | 1941-1945  | Садовський Й.                          | 1978             | 65-р від 10.02.82р.                                                                                                   | Виконкому Рудко-Козинської с/р |
| 13.    | 848              | с.Іванівка, на кладовищі                 | Могила сім’ї радянського активіста Пацифевича | 1943       |                                        | 1989             | 88-р від 09.04.90р.                                                                                                   | Виконкому Літогощанської с/р   |
| 14.    | 849              | с.Іванівка, на кладовищі                 | Могила сім’ї голови колгоспу Демидюка П.Ф.    | 1943       |                                        | 1989             | 88-р від 09.04.90р.                                                                                                   | Виконкому Літогощанської с/р   |
| 15.    | 243              | с.Квітневе                               | Могила російських воїнів                      | 1916       | Місцеві майстри                        | 1932             | 360-р від 04.08.69р.                                                                                                  | Виконкому Щуринської с/р       |
| 16.    | 239              | с.Копачівка                              | Пам’ятник землякам                            | 1941-1945  | Місцеві майстри                        | 1969             | 360-р від 04.08.69р.                                                                                                  | Виконкому Копачівської с/р     |
| 17.    | 509              | с.Кременець                              | Пам’ятник землякам                            | 1941-1945  | Львівська кераміко-скульптурна фабрика | 1975             | 457-р від 16.10.78р.                                                                                                  | Виконкому Копачівської с/р     |
| 18.    | 610              | с.Крижівка                               | Пам’ятник землякам                            | 1941-1945  | Романець Б., Оверчук А.                | 1977             | 65-р від 10.02.82р.                                                                                                   | Виконкому Луківської с/р       |
| 19.    | 474              | с.Крижівка                               | Могила братська радянських воїнів             | 1944       |                                        |                  | 415-р від 22.06.99р.                                                                                                  | Виконкому Луківської с/р       |
| 20.    | 258              | с.Линівка                                | Могила радянського воїна М.Г.Березика         | 1944       |                                        |                  | 415-р від 22.06.99р.                                                                                                  | Виконкому Переспівської с/р    |
| 21.    | 295              | с.Літогоща                               | Пам’ятник землякам                            | 1941-1945  | Львівська кераміко-скульптурна фабрика | 1979             | 65-р від 10.02.82р.                                                                                                   | Виконкому Літогощанської с/р   |
| 22.    | 845              | с.Літогоща, на кладовищі                 | Могила сім’ї Гаврилюка М.Г.                   | 1943       |                                        | 1989             | 88-р від 09.04.90р.                                                                                                   | Виконкому Літогощанської с/р   |
| 23.    | 844              | с.Літогоща, на кладовищі                 | Могила сім’ї Войдюка Ф.П.                     | 1943       |                                        | 1989             | 88-р від 09.04.90р.                                                                                                   | Виконкому Літогощанської с/р   |
| 24.    | 846              | с.Літогоща, на кладовищі                 | Могила сім’ї голови с/р Дегоди А.С.           | 1943       |                                        | 1989             | 88-р від 09.04.90р.                                                                                                   | Виконкому Літогощанської с/р   |
| 25.    | 847              | с.Літогоща, на кладовищі                 | Могила радянського активіста Джуся С.А.       | 1943       |                                        | 1989             | 88-р від 09.04.90р.                                                                                                   | Виконкому Літогощанської с/р   |
| 26.    | 510              | с.Луків                                  | Пам’ятник землякам                            | 1941-1945  | Львівська кераміко-скульптурна фабрика | 1975             | 457-р від 16.10.78р.                                                                                                  | Виконкому Луківської с/р       |
| 27.    | 282              | с.Любче                                  | Пам’ятник землякам                            | 1941-1945  | Чайка Я.І., Буковинський Й.            | 1968             | 176-р від 10.05.73р.                                                                                                  | Виконкому Рудко-Козинської с/р |
| 28.    | 511              | с.Мильськ                                | Пам’ятник землякам                            | 1941-1945  | Львівська кераміко-скульптурна фабрика | 1975             | 457-р від 16.10.78р.                                                                                                  | Виконкому Мильської с/р        |
| 29.    | 283              | с.Навіз                                  | Пам’ятник землякам                            | 1941-1945  | Бойко В.Є., Расіна З.І.                | 1968             | 176-р від 10.05.73р.                                                                                                  | Виконкому Навізької с/р        |
| 30.    | 384              | с.Немир                                  | Пам’ятник землякам                            | 1941-1945  | Бойко В.Є., Расіна З.І.                | 1969             | 176-р від 10.05.73р.                                                                                                  | Виконкому Ясенівської с/р      |
| 31.    | 240              | с.Переспа                                | Пам’ятник землякам                            | 1941-1945  | Рожищенська будівельна рембудконтора   | 1963             | 360-р від 04.08.69р.                                                                                                  | Виконкому Переспівської с/р    |
| 32.    | 473              | с.Підліски                               | Могила братська радянських воїнів             | 1944       |                                        |                  | 415-р від 22.06.99р.                                                                                                  | Виконкому Копачівської с/р     |
| 33.    | 512              | с.Пожарки                                | Пам’ятник землякам                            | 1941-1945  | Львівська кераміко-скульптурна фабрика | 1972             | 457-р від 16.10.78р.                                                                                                  | Виконкому Пожарківської с/р    |
| 34.    | 843              | с.Пожарки, на кладовищі                  | Могила невідомого радянського лейтенанта      | 1941       |                                        | 1989             | 88-р від 09.04.90р.                                                                                                   | Виконкому Пожарківської с/р    |
| 35.    | 285              | с.Рудка-Козинська                        | Пам’ятник землякам                            | 1941-1945  | Кучаковський , Молчанов, Дараган       | 1071             | 176-р від 10.05.73р.                                                                                                  | Виконкому Рудко-Козинської с/р |
| 36.    | 611              | с.Рудня                                  | Пам’ятник на честь воїнів-визволителів        | 1944       |                                        | 1979             | 65-р від 10.02.82р.                                                                                                   | Виконкому Руднянської с/р      |
| 37.    | 513              | с.Рудня                                  | Пам’ятник землякам                            | 1941-1945  | Львівська кераміко-скульптурна фабрика | 1976             | 457-р від 16.10.78р.                                                                                                  | Виконкому Руднянської с/р      |
| 38.    | 244              | с.Сокіл                                  | Дільниця братських могил радянських воїнів    | 1944       | Львівська кераміко-скульптурна фабрика | 1956             | 360-р від 04.08.69р.                                                                                                  | Виконкому Сокільської с/р      |
| 39.    | 286              | с.Тихотин                                | Пам’ятник землякам                            | 1941-1945  | Місцеві майстри                        | 1965             | 176-р від 10.05.73р.                                                                                                  | Виконкому Переспівської с/р    |
| 40.    | 514              | с.Топільне                               | Пам’ятник землякам                            | 1941-1945  | Львівська кераміко-скульптурна фабрика | 1973             | 457-р від 16.10.78р.                                                                                                  | Виконкому Топільненської с/р   |
| 41.    | 426              | с.Трилісці                               | Могила радянського воїна М.А.Бехреєва         | 1944       |                                        |                  | 415-р від 22.06.99р.                                                                                                  | Виконкому Переспівської с/р    |
| 42.    | 434              | с.Трилісці                               | Могила радянського воїна Ю.Є.Котельнікова     | 1944       |                                        |                  | 415-р від 22.06.99р.                                                                                                  | Виконкому Переспівської с/р    |
| 43.    | 425              | с.Тристень                               | Могила радянського воїна В.В.Воробйова        | 1944       |                                        |                  | 415-р від 22.06.99р.                                                                                                  | Виконкому Щуринської с/р       |
| 44.    | 405              | с.Уляники                                | Пам’ятник землякам та радянським воїнам       | 1941-1945  | Львівська кераміко-скульптурна фабрика | 1968             | 477-р від 28.11.75р.                                                                                                  | Виконкому Іванчицівської с/р   |
| 45.    | 241              | с.Щурин                                  | Пам’ятник землякам                            | 1941-1945  | Львівська кераміко-скульптурна фабрика | 1967             | 360-р від 04.08.69р.                                                                                                  | Виконкому Щуринської с/р       |
| 46.    | 612              | с.Ясенівка                               | Пам’ятник землякам                            | 1941-1945  | Львівська кераміко-скульптурна фабрика | 1975             | 65-р від 10.02.82р.                                                                                                   | Виконкому Ясенівської с/р      |
| 47.    | 472              | с.Ясенівка                               | Могила радянського воїна І.Т.Остапенка        | 1944       |                                        |                  | 415-р від 22.06.99р.                                                                                                  | Виконкому Ясенівської с/р      |
|        |                  |                                          |                                               |            |                                        |                  | |                                |

## Джерело
- Пам’ятки Волинської області